# Bujanovac
Bujanovac (serbisch-kyrillisch Бујановац, albanisch Bujanoc/-i) ist eine Stadt mit ungefähr 12.000 Einwohnern im Okrug  Pčinja im Süden Serbiens. Sie ist Hauptort der Opština Bujanovac.

## Name
Bujanovac leitet sich von Bujan ab, ein alter serbischer Name, und bedeutet die Stadt von Bujan. Bujan ist abgeleitet vom serbischen bujati (blühen) und bedeutet „Der Blühende“.

## Geographie
Bujanovac liegt am Ufer der Südlichen Morava, die auf dem Gebiet der Opština aus dem Zusammenfluss der Binačka Morava und der Moravica entsteht. Der Autoput A1 (Belgrad–Skopje) umfährt die Stadt im Südosten. Bujanovac ist 13 km von der Grenze zum Kosovo entfernt.

## Demographie
Die 2002 durchgeführte Volkszählung ermittelte für die Stadt Bujanovac eine Einwohnerzahl von 12.011, darunter sahen sich 4329 (36,04 %) als Serben, 3859 (32,13 %) als Roma und 3590 (29,89 %) als Albaner.
Für das Jahr 2011 gibt es keine zuverlässigen Zahlen, da die Volkszählung von vielen Nicht-Serben boykottiert wurde.
| Volkszählung | 1948 | 1953 | 1961 | 1971 | 1981  | 1991  | 2002  |
| ------------ | ---- | ---- | ---- | ---- | ----- | ----- | ----- |
| Einwohner    | 3177 | 3681 | 4603 | 7524 | 11789 | 17050 | 12011 |

## Söhne und Töchter der Stadt
- Nexhat Daci (* 1944), Chemiker und Politiker
- Hivzi Islami (* 1946), Demograph
- Ridvan Qazimi (1965–2001), Kommandant der UÇPMB
- Samir Ramizi (* 1991), Fußballspieler